# Carex perraudieriana
Carex perraudieriana är en halvgräsart som först beskrevs av Georg Kükenthal och Joseph Friedrich Nicolaus Bornmüller, och fick sitt nu gällande namn av Claude Gay och Georg Kükenthal. Carex perraudieriana ingår i släktet starrar, och familjen halvgräs. Inga underarter finns listade i Catalogue of Life.